# Petersburg, Hedemora

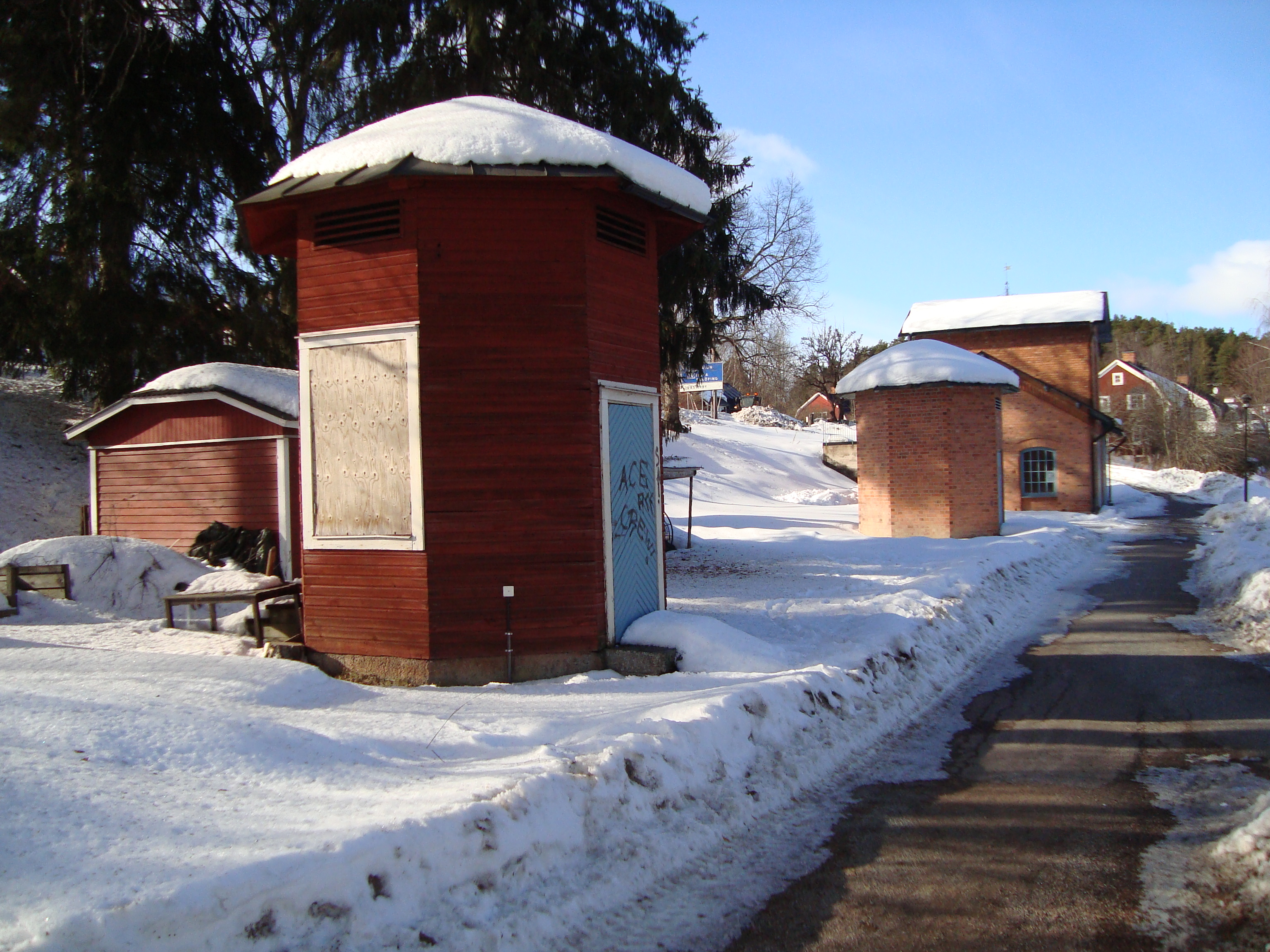
Vattenverket i Petersburg (2010).

Petersburg är ett vattenverk vid sjön Hönsan i Hedemora i Dalarnas län som varit i drift sedan 1896.
Vattenförsörjningen sker genom grundvattenuttag i Badelundaåsen. Verket ägs och drivs av det kommunala bolaget Hedemora Energi. Sedan kommunfullmäktige i Hedemora kommun 2020 beslutade att lägga ned ett antal mindre vatten- och reningsverk i kommunen får cirka 10 000 kommuninvånare sitt vatten från vattenverket i Petersburg.
Anläggningen består av ett antal byggnader som tidigare även inhyst en ångkraftstation och vaktmästarbostad. Byggnaderna förvaltas numera av hembygdsgården Hedemora gammelgård.

## Historia

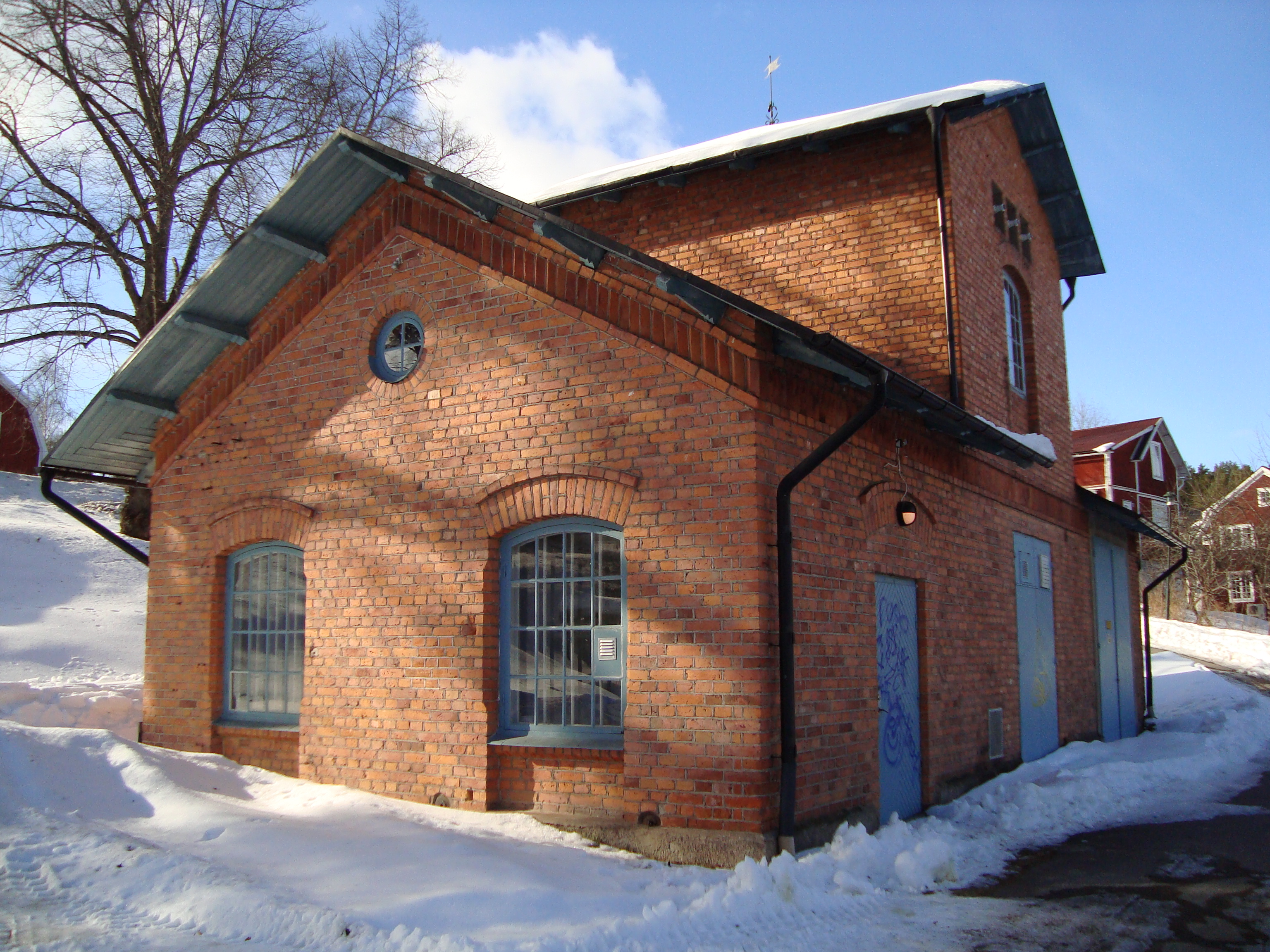
Ångkraftstationen i Petersburg från 1903.

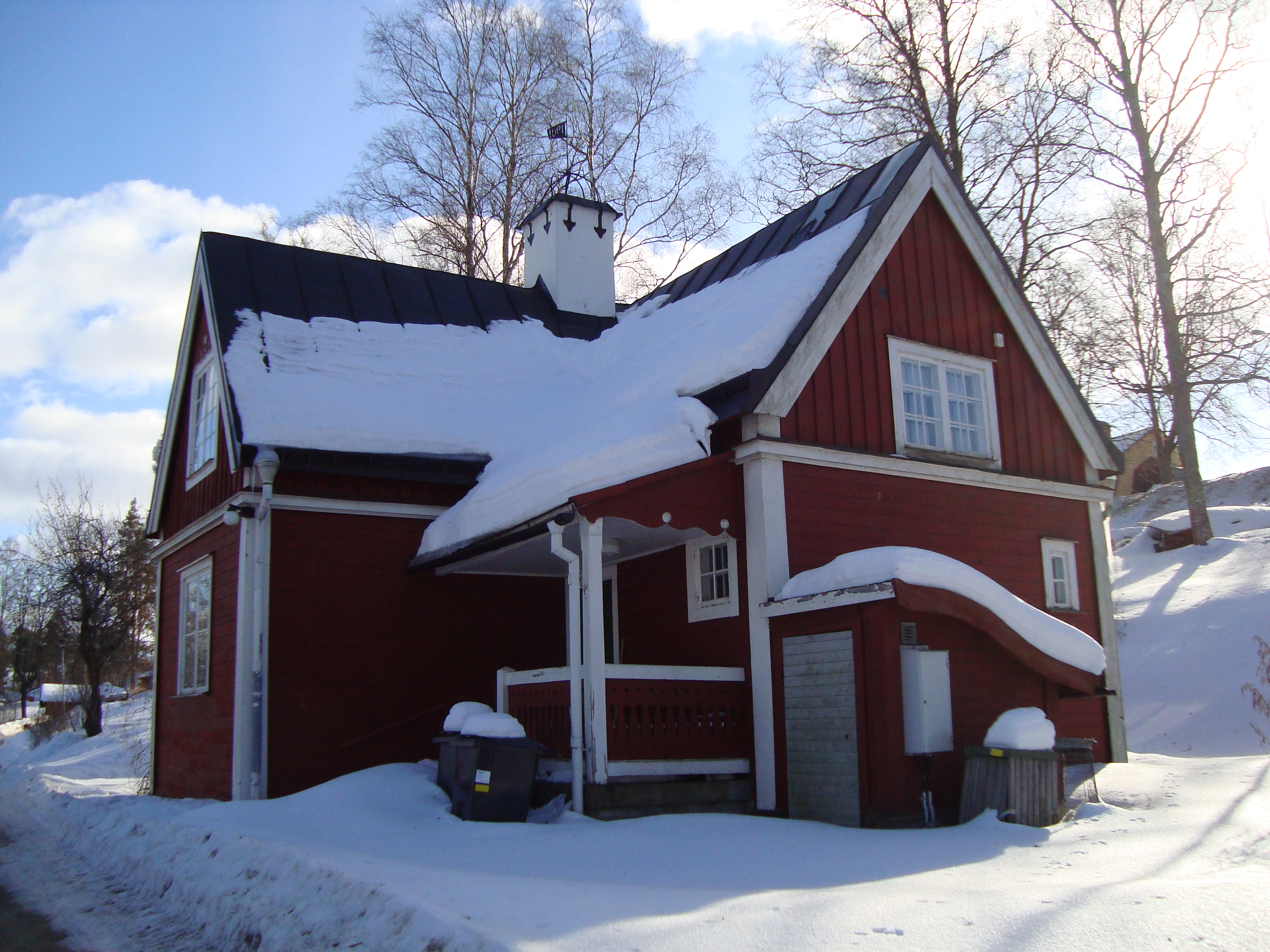
Petersburgs vaktmästarbostad.

Hedemoras vatten- och avloppsnät invigdes 4 juni 1896. Vattenverket i Petersburg fick 1903 sällskap av en koldriven ångmaskin som genererade ström. Strömmen drev i första hand pumparna som tog upp grundvatten ur Badelundaåsen (ursprungligen togs dock vattnet ur Hönsan) och överskottet levererades till de som hade råd att vara uppkopplade mot detta kraftverk. 
I början av 1900-talet levererade Petersburg ström till stadens 20 båglampor à 12 ampere och ett 40-tal glödlampor à 32 normalljus (cirka 31 candela). Utöver detta drevs sju motorer, däribland vattenverkets pumpar, med en sammanlagd effekt på 32 hästkrafter. I staden fanns också 1 500 vanliga glödlampor, främst i hushållen, som också fick ström från Petersburg.
Petersburg kompletterades 1906 med ett litet vattenkraftverk i ån vid Katrinedal i stadens södra ände. Båda dessa kraftverk kunde dock ersättas med ström från Älvkarleby när transformatorstationen norr om Hönsan (Elkyrkan) togs i drift 1917.